# Евелін Кейс
Евелін Луїза Кейс (англ. Evelyn Keyes; 20 листопада 1916 — 4 липня 2008) — американська акторка.

## Біографія
Народилася в невеликому містечку Порт-Артур в штаті Техас. В юності виступала в церковному хорі, а в 18 років підписала контракт з продюсером Сесілем Де Міллєм на зйомки в кіно. Спочатку вона виконала кілька епізодичних ролей у фільмах категорії «В» на кіностудії «Paramount Pictures», а в 1939 році у фільмі «Віднесені вітром» зіграла свою невелику, але найвідомішу роль, Сьюллін О'Гара, сестру Скарлетт. Після цього найбільш запам'яталася її роль у фільмі «Сверблячка сьомого року» (1955), у якому головну роль виконала Мерилін Монро.
У 1956 році Евелін Кейс залишила зйомки в кіно, з'явившись потім на екранах лише кілька разів в невеликих ролях в кінофільмах і телесеріалах.
У 1977 році вона опублікувала автобіографію «Молодша сестра Скарлетт О'Гара: Моя яскраве життя в Голлівуді і за його межами».

## Особисте життя
Була одружена чотири рази:
- Бартон Бейнбрідж (1938—1940) (смерть чоловіка).
- Чарльз Відор (1943—1945) — режисер, розлучення.
- Джон Г'юстон (1946—1950) — актор і режисер, разом з яким вона усиновила мексиканського хлопчика Пабло.
- Арті Шоу (1957—1985) — музикант (розлучення).

Евелін Кейс померла від раку матки 4 липня 2008 року в своєму будинку в Монтесіто, недалеко від Санта-Барбари. Однак родичі повідомили про її смерть тільки через тиждень.

## Вибрана фільмографія
| Рік       |   | Українська назва          | Оригінальна назва           | Роль                         |
| --------- | - | ------------------------- | --------------------------- | ---------------------------- |
| 1938      | ф |                           | The Buccaneer               | Мадлен                       |
| 1939      | ф | Юніон Пасіфік             | Union Pacific               | місіс Кельвін                |
| 1939      | ф | Звіяні вітром             | Gone with the Wind          | Сюзен О'Гара                 |
| 1955      | ф | Сверблячка сьомого року   | The Seven Year Itch         | Гелен Шерман                 |
| 1955      | ф | Навколо світу за 80 днів  | Around The World In 80 Days | камео                        |
| 1985—1993 | с | Вона написала вбивство    | Murder, She Wrote           | Една / Емілі / Ванда Поласкі |
| 1987      | ф | Повернення до Салемз Лоту | A Return to Salem's Lot     | місіс Аксель                 |
| 1989      | ф | Зла мачуха                | Wicked Stepmother           | інструктор з відьомства      |